# Ejército Republicano Irlandés Provisional
El Ejército Republicano Irlandés Provisional o IRA Provisional, comúnmente conocido como PIRA (del inglés Provisional Irish Republican Army) o coloquialmente como los provos, fue la más conocida y activa organización armada  republicana interviniente en el conflicto de Irlanda del Norte, desde su nacimiento en 1969 hasta su abandono de la lucha armada en 2005. Tuvo su origen en la división del por entonces único IRA a finales de los años sesenta del siglo XX, que alumbró el nacimiento tanto del IRA Provisional como del IRA Oficial.
Al igual que otras ramas modernas del IRA, se autoproclamaba heredera legítima del antiguo IRA u Óglaigh na hÉireann (literalmente "Voluntarios de Irlanda" en gaélico) nacido tras el Alzamiento de Pascua de 1916 y germen de la República de Irlanda. Como tal, pretendía desempeñar el papel de ejército de liberación nacional a través de la historia moderna de la República y de Irlanda del Norte.
Habiendo firmado su brazo político (el Sinn Féin) los principios del Acuerdo de Viernes Santo para la finalización del conflicto, el 28 de julio de 2005 anunció el cese de la lucha armada. Oficialmente, el IRA Provisional se consideró desmantelado el 3 de septiembre de 2008, cuando su Consejo Armado ya no estaba operativo, según informó la Comisión Independiente de Control creada a tal efecto.

## Antecedentes

### Los republicanos contrarios al tratado (1921-1923)
En su origen, el IRA fue el brazo militar de la República Irlandesa, un gobierno formado por los irlandeses opuestos al dominio británico durante la Guerra anglo-irlandesa (1919-1922). Tras el fin de ésta, varias organizaciones y fuerzas utilizaron el nombre IRA o Óglaigh na hÉirrean (incluyendo las Fuerzas de Defensa Irlandesas), y la confusión entre ellas es muy común. El PIRA se considera heredero de la facción opuesta al Tratado Anglo-Irlandés del 6 de diciembre de 1921, y al Estado Libre Irlandés creado al año siguiente. Los opositores al tratado se enfrentaron a ese Estado recién constituido en la guerra civil de 1922-1923. La división que se propició en el país a cuenta del tratado tuvo como resultado la escisión en seis condados (Antrim, Armagh, Down, Fermanagh, Derry, y Tyrone) de la provincia histórica del Úlster, quedando enmarcados en Irlanda del Norte, provincia del Reino Unido con el mismo estatuto político que había tenido la totalidad de la isla hasta 1921. El conflicto sobre los seis condados es la base de toda la violencia irlandesa desde 1922, en un conflicto conocido como the Troubles.

### Republicanos antifascistas (década de 1930)
Tras su derrota en la guerra civil, los opositores del tratado mantuvieron su organización de forma clandestina. Otro cambio importante en el IRA tuvo lugar tras 1926, cuando decidió apoyar (bajo el liderazgo de Maurice Twomey) a elementos progresistas del Estado Libre, respaldando por ejemplo al partido republicano en el gobierno (Fianna Fáil) frente al movimiento fascista de los Blueshirts durante el período 1932-1933. Aquella alianza de conveniencia supuso una tregua en la lucha por el control de los seis condados. Twomey veía en el movimiento fascista en Irlanda una amenaza tan peligrosa como la del imperialismo inglés y se alineó con el gobierno del republicano moderado Éamon de Valera. En los años siguientes el IRA se alejó de la órbita política de Valera y empezó a dedicarse a preparar el inminente conflicto en el Úlster.

### Campañas durante y después de la Guerra
El cisma entre los republicanos del IRA y sus aliados moderados ocurrió en 1935, cuando de Valera proscribió de nuevo la organización como una forma de impedir la violencia entre derechistas e izquierdistas. En 1938 Seán Russell sucedió a Seán MacBride como jefe de Estado mayor del IRA. Considerado un halcón de la "línea dura", Russell y sus colegas declararon el Plan S (Sabotaje) en enero de 1939, y llevaron a cabo el Atraco de Navidad (en realidad el 23 de diciembre) del mismo año, robando la mayoría de las municiones del ejército irlandés colocadas en Parque Fénix, Dublín. El Atraco de Navidad se convirtió en una victoria pírrica, porque el incidente provocó contragolpes a ambos lados de la frontera, mientras de Valera actuaba para reducir la fortaleza del movimiento rebelde.
Durante la Segunda Guerra Mundial, miembros del IRA colaboraron con agentes del Abwehr (la inteligencia militar de la Alemania nazi) buscando la sublevación de los católicos contra el dominio británico en el norte. A la larga, los esfuerzos por obtener armas de los alemanes fallaron. Entre 1942 y 1944 militantes del IRA montaron la conocida como Campaña del Norte, que terminó en otro fracaso, seguida años después por la Campaña de la Frontera (1956-1962).

## La ruptura interna del IRA en los años 1960
Las acciones del IRA en el período posterior a la década de los cincuenta no fueron exitosas. Al contrario, el grupo había conseguido ganarse la enemistad del estado irlandés, reduciendo su base de apoyo a elementos izquierdistas radicales como los miembros de la Asociación Connolly, un foro de exiliados irlandeses en Londres vinculados con el Partido Comunista de Gran Bretaña. En 1962 Cathal Goulding se convirtió en jefe del estado mayor del IRA. Militante veterano con simpatías por el marxismo, Goulding advirtió que la Campaña de la Frontera había fracasado por falta de apoyo popular, ni en la República ni en el propio Úlster. Favoreció la infiltración de elementos del IRA en organizaciones civiles como movimientos obreros y de derechos civiles, especialmente en Irlanda del Norte. Un ejemplo sería la inclusión del militante Billy McMillen en el comité de dirección de NICRA.
Durante los días 13 a 17 de agosto de 1969, violentos disturbios sacudieron la paz en Irlanda del Norte, donde manifestantes de las comunidades católicas y protestantes se atacaron mutuamente. En Belfast y Derry militantes del IRA pidieron al estado mayor y a Goulding la distribución de armas a los católicos nacionalistas y republicanos de barrios amenazados por los protestantes, sosteniendo que sólo en aquella comunidad había una base sólida de sostén al republicanismo. En el otro lado, sostenían también, los unionistas protestantes tenían el apoyo ilícito de agentes en la Gendarmería Real del Ulster (RUC), en particular de los miembros de la Policía Especial (B Specials). Los contactos entre el RUC y organizaciones paramilitares protestantes como la UDA y la UVF quedaron probados en el Informe Stevens de 2003. En el barrio católico del Bogside, en Derry, jóvenes católicos superaron las posibilidades del RUC y provocaron el despliegue de tropas en la calle, en lo que supuso la primera entrada del Ejército Británico en el Úlster desde 1922.
Goulding se negó a tomar partido en el conflicto sectario, una decisión que se convertiría en la razón primordial de la división del IRA. En diciembre de 1969 Goulding quebró todas las leyes formales e informales del Sinn Féin (el partido político del republicanismo radical) cuando abogó en favor de renunciar a la política de abstencionismo de la Dáil (parlamento) en Dublín. Sus adversarios denunciaron sus principios comunistas y su creencia ingenua de que los protestantes pudieran convertirse a la causa republicana bajo un formato socialista.

## La formación de un «Consejo Provisional»
Tras la crisis de diciembre de 1969 Seán Mac Stíofáin, uno de los opositores a Goulding, declaró que había perdido su fe en la dirección del IRA y formó un "Consejo Provisional del Ejército" (Provisional Army Council). De repente el movimiento se había roto en dos, con los republicanos más agresivos y nacionalistas siguiendo tras los "Provisionales" (provos), y los izquierdistas apoyando a Cathal Goulding (y el IRA Oficial; OIRA, los officials, oficialistas). Las propiedades del IRA anterior a la ruptura quedaron en manos del OIRA, como el cuartel general del Sinn Féin ubicado en Plaza Gardner, Belfast. El IRA Provisional (PIRA) estableció sus propias instituciones, y su cuartel general se situó en la Calle Kevin. Durante el período 1969-73 aún había mucha confusión sobre la identidad de los dos IRA: muchos reclutas que quisieron alistarse en el IRA no conocían la diferencia entre los dos. Martin McGuinness, uno de los actuales líderes del Sinn Féin-Provisional en Irlanda del Norte, al principio ingresó en el OIRA. 
En la jerga del conflicto norirlandés, los provos denominaban a los oficialistas como los stickies (adhesivos), porque habían asistido a las manifestaciones en conmemoración del Alzamiento de Pascua con chapas adhesivas del lirio de agua (el Easter Lilly), mientras los provos usaron para esa cita chapas con alfileres.

## Desarrollo de la Campaña Armada
La estrategia del IRA Provisional desde 1969 hasta 1997 era sostener una guerra de desgaste, esperando que el gigantesco coste de mantener las fuerzas de seguridad en Irlanda del Norte obligara al gobierno de Londres a ceder en el Úlster y finalmente renunciar al gobierno sobre la nación irlandesa. 
Después de que las autoridades británicas tomaran medidas extremas, como el encarcelamiento de sospechosos de terrorismo sin juicio previo (internment, en 1971), o la trágica represión de manifestantes por los derechos civiles del 30 de enero de 1972 en Derry (suceso más conocido como Domingo sangriento), la organización armada no sólo aumentó sus filas, sino que desarrolló campañas de gran impacto a través de diferentes medios, desde propagandísticos hasta puramente terroristas.
En 1972 el gobierno británico hizo su primer intento de negociar con la jefatura del PIRA y el Sinn Féin. El Vizconde William Whitelaw, conservador y Secretario de Estado por Irlanda del Norte en el gabinete de Edward Heath, representaba al gobierno, y Seán Mac Stíofáin, Dáithí Ó Conaill, Ivor Bell, Seamus Twomey, Gerry Adams, Jr., y Martin McGuinness formaban la delegación republicana. 
Tras tres años de intensa lucha, llegándose en 1972 al máximo pico de violencia, a principios de 1975 el PIRA proclama su primer alto el fuego. En pocos meses, este acuerdo provisional se derrumbaría entre dilaciones por parte del gobierno británico para negociar una salida política y ataques constantes de los paramilitares protestantes contra civiles católicos. La lucha armada, aunque menguada respecto al período anterior, sería a partir de ese momento constante. Las zonas rurales, como Tyrone oriental y sobre todo al sur de Armagh fueron testigo de las acciones con mayor impacto del PIRA hasta el final de la campaña armada. 
Las continuas emboscadas perpetradas contra vehículos militares obligaron a las fuerzas británicas, a partir de mediados de la década de 1970, a depender exclusivamente de helicópteros para abastecer sus bases. Así se desplegaron sus tropas en el sur de Armagh, una estratégica zona fronteriza. La más eficaz de estas acciones armadas contra el ejército británico tuvo lugar el 27 de agosto de 1979, cuando dos artefactos de alto poder explosivo fueron detonados al paso de una caravana militar cerca de Warrenpoint. La zona, en el extremo sur del condado de Down, limita con Armagh y con la República de Irlanda. Un total de 18 paracaidistas y soldados de infantería perdieron la vida, en lo que fue el peor ataque contra las fuerzas armadas en todo el conflicto. 

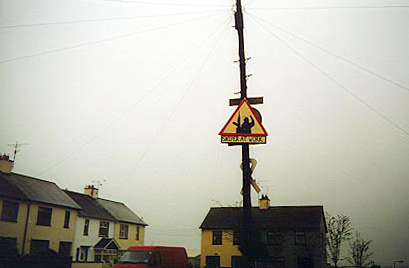
Señal de tráfico montada a manera de desafío por miembros del PIRA en Armagh del sur para indicar la presencia de francotiradores

Finalmente el Ministerio de Defensa del Reino Unido se vio obligado a construir costosas torres de vigilancia electrónica en la frontera con la República irlandesa, cuando los miembros del PIRA comenzaron a utilizar morteros para atacar las instalaciones militares, a mediados de la década de 1980. Aun así, el peligro para las patrullas de a pie no cesó, en gran medida debido al uso de rifles de alta velocidad, operados por al menos dos equipos de francotiradores del PIRA en Armagh del sur. Uno de estos equipos fue capturado por el SAS pocas semanas antes del segundo y definitivo alto el fuego decretado por la organización. Entre ambos grupos, dieron muerte a siete soldados y dos miembros de la RUC entre 1992 y 1997. 
Paralelamente al desarrollo de las acciones armadas en Irlanda del Norte, el PIRA inició a partir de 1972 una serie de atentados con explosivos en distintas ciudades inglesas, especialmente en la capital, Londres. Estos ataques iban desde el uso de pequeños artefactos incendiarios hasta devastadoras bombas de más de una tonelada de explosivo. Las bombas, varias veces con trágicos efectos personales y costosos daños materiales, continuaron estallando hasta junio de 1996, cuando un camión bomba destruyó el centro comercial de Mánchester.
En el transcurso de casi 30 años de conflicto, unos 1.100 efectivos de diversas fuerzas de seguridad británicas fueron ajusticiados por el PIRA y otros grupos armados republicanos. El PIRA perdió 276 miembros, a los que hay que sumar unos 100 más de distintas organizaciones nacionalistas. Unos 700 civiles (muchos de ellos colaboradores de la uda y el colonialismo inglés) murieron en atentados atribuidos a grupos pro-católicos y otros 800 en ataques de grupos paramilitares lealistas.

### 1975 - Éire Nua y el primer cese del fuego
El Sinn Féin Provisional y el PIRA acordaron una programa revolucionario para un cambio radical en la sociedad irlandesa llamada Éire Nua (gaélico por Irlanda Nueva). Según ambas organizaciones la República de Irlanda e Irlanda del Norte debía disolverse para dar a luz a una nueva república federal. En vez de concentrar todos los poderes en un gobierno central en Dublín (o Belfast), el programa proponía delegar más poder en los gobiernos regionales en las cuatro provincias tradicionales de Irlanda: Úlster, Connacht, Leinster, y Munster. A cada provincia correspondería una asamblea popular para administrar los asuntos locales de sus ciudadanos. Éire Nua continuó siendo la política oficial de PIRA y Sinn Féin hasta 1982, cuando Gerry Adams la desechó para volver a la idea de un estado unitario. Adams y los republicanos de Irlanda del Norte no estaban de acuerdo con Éire Nua, porque no creían que esa estrategia pudiera quebrar la hegemonía protestante sobre el Úlster. Numerosos partidarios de Éire Nua se alejaron del Sinn Féin y el movimiento provisional en 1986, formando el llamado Sinn Féin Republicano (RSF) y el IRA de la Continuidad (CIRA). El programa Éire Nua sigue siendo aún el proyecto oficial de ambas organizaciones, que sostienen que el sistema federal es el único camino para asegurar a los protestantes una influencia aceptable en los asuntos de la futura república. 
Hacia 1975 el alto mando del IRA Provisional determinó que sus esperanzas de un éxito rápido habían terminado. Por el otro bando, oficiales del gobierno y militares llegaban a la conclusión de que eliminar a los rebeldes y terroristas del Úlster era una meta difícilmente alcanzable. El nuevo Secretario de Estado para Irlanda del Norte, el laborista galés Merlyn Rees, se encontró en secreto con el exjefe de estado mayor del IRA Ruairí Ó Brádaigh y el militante Billy McKee. Mientras duró ese periodo de negociaciones, el PIRA declaró un alto del fuego. Un tiempo después, los altos miembros del PIRA consideraron que las conversaciones habían llegado a un punto muerto y que se habían transformado en un juego de maniobras dilatorias por parte de los británicos. McKee y Ó Brádaigh, si bien estaban dispuestos a negociar, eran miembros de la primera generación de republicanos, y ya en 1977 McKee había sido relevado del Consejo del Ejército de PIRA por elementos más jóvenes. Estos opositores, especialmente Adams y McGuinness, creían que el cese del fuego había sido un error, que había dado tiempo a las fuerzas armadas y la policía para infiltrar el movimiento con informantes, causando violencia sectaria y descontento con los sectores oficialistas del movimiento. En enero de 1976 las conversaciones entre el PIRA y Rees terminaron sin resultado alguno.

### La «guerra larga»
Adams dirigió al PIRA desde 1976 hasta el final del conflicto. El grupo armado adoptó desde ese entonces una estrategia de desgaste, reorganizándose en células pequeñas, mientras el Sinn Féin comenzaba a hacer notar su presencia ante la opinión pública. Según un documento interno del Sinn Fein en los años 1980:

Tanto el Sinn Féin como el IRA juegan roles diferentes aunque convergentes en la guerra de liberación nacional. El Ejército Republicano Irlandés lleva a cabo la campaña armada... El Sinn Féin mantiene la guerra de propaganda y la voz pública y política del movimiento.

El Libro Verde (Green Book, guía militar para reclutas del IRA) de 1977 explica la estrategia de la «guerra larga»:
- Una guerra de desgaste contra el enemigo (tropas británicas) basada en causar tantas muertes como sea posible para crear una presión tal en la opinión pública que obligue al gobierno de Londres a replantear la presencia de sus fuerzas armadas en Irlanda.
- Una campaña de atentados dirigida a acabar con la rentabilidad de los intereses financieros del enemigo a la vez que se frena la inversión a largo plazo en el país.
- Hacer ingobernables los seis condados para la administración británica.
- Defender la guerra de liberación castigando a delincuentes, colaboradores, e informantes.[21]

### El Sinn Féin y las huelgas de hambre
En marzo de 1976 las autoridades británicas eliminaron la "categoría especial" de determinados presos de grupos paramilitares, entre los que estaban los miembros del PIRA. El 14 de septiembre de 1976 Kieran Nugent, un preso de la organización, lideró la "Protesta de las mantas" por la que rechazaba el uso de uniformes de presidiario, para destacar su diferencia con respecto a los presos "comunes". La "Protesta de las mantas" fue seguida por la "Protesta sucia" en abril de 1978.
Sin embargo, la protesta de mayor importancia y repercusión fue la huelga de hambre de 1981, con la que siete miembros del PIRA y tres del INLA se dejaron morir de inanición mientras reclamaban el estatus de presos políticos. El líder de la protesta, Bobby Sands, y su ayudante fuera de la cárcel Owen Carron, ganaron las elecciones al parlamento del Reino Unido por su jurisdicción durante la huelga, y otros dos fueron elegidos al Dáil Éireann en Dublín. Se sucedieron los paros y las manifestaciones en apoyo a la protesta. Al funeral de Sands, el primer detenido en morir, asistieron 100.000 personas. 
En realidad, en vez de cambiar las posiciones de ambos bandos, las huelgas únicamente radicalizaron las posiciones de ambas partes.

## Proceso de paz

### Con el voto y el fusil

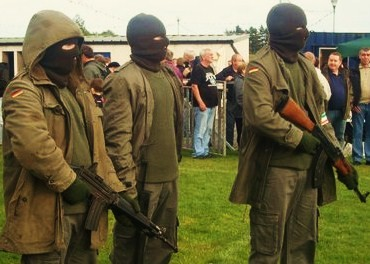
Recreación histórica de una unidad de servicio activo del IRA Provisional (2010)

La protesta en las prisiones marcó el paso del PIRA de una instancia puramente militar a otra marcada por el crecimiento de su rama política, el Sinn Féin.
Otro de los resultados de este período de crisis fue la ruptura de la abstención electoral por parte de los afiliados al partido, aunque éstos continuaron negándose a ocupar cargos que implicaran una aceptación de la soberanía británica en Irlanda del Norte. El lema adoptado por Sinn Fein en relación con la estrategia a seguir a partir de ese momento fue: a ballot paper in this hand and an Armalite in the other, que se traduce "Una papeleta de votación en una mano y un fusil en la otra". La frase fue acuñada por Danny Morrison durante el Ard Fheis o congreso del partido en 1981.

### TUAS
A fines de los años 1980, según la opinión de Ed Moloney, el PIRA intentó, con ayuda del gobierno libio, llevar el conflicto a un nuevo nivel con una serie de atentados bajo el nombre común de "Ofensiva del Tet" (por analogía a la ofensiva del mismo nombre de la guerra de Vietnam). Cuando la operación no pudo ser llevada a cabo, los jefes de Sinn Féin buscaron encontrar los medios para llegar a una solución no violenta. Adams mantuvo contactos con John Hume, el líder nacionalista moderado del Partido Socialdemócrata y Laborista. Los republicanos apodaron a este cambio de estrategia TUAS (Tactical Use of Armed Struggle, «Uso táctico de la lucha armada»; según otras fuentes Totally unarmed strategy o «Estrategia totalmente desarmada»).

### Alto el fuego y compromiso
Pese al cambio de actitud de los republicanos, no habría otro alto el fuego hasta septiembre de 1994. La lucha se intensificó durante los últimos años de la década de los 80 y principios de los 90, alimentada por la intransigencia del gobierno conservador británico y el contrabando masivo de armas por parte de los republicanos desde Libia.
La tregua fue posible debido al compromiso de las autoridades británicas de aceptar al Sinn Féin en negociaciones multipartidistas. Tras la ruptura del alto el fuego en febrero de 1996, debido a nuevas dilaciones del gobierno de John Major, se logra una tregua definitiva en julio de 1997, ya bajo la administración de Tony Blair. Al año siguiente (1998), se firma el Acuerdo de Viernes Santo, por el que todos los partidos se comprometen a aceptar un ejecutivo colegiado, con una fuerte influencia política de la República de Irlanda en los asuntos de la provincia autónoma, además de una hipotética futura unidad con esa República siempre y cuando la mayoría de los habitantes así lo decidiesen. Ese mismo año se produjo el Atentado de Omagh que provocó 29 muertes y más de 200 heridos, perpetrado por una escisión, el IRA Auténtico.
Tras un extenso y problemático período de transición, en el año 2005 el IRA Provisional anunció su desarme para facilitar el proceso político pactado en 1998.
Oficialmente, el IRA Provisional se consideró desmantelado el 3 de septiembre de 2008, cuando su Consejo Armado fue declarado no operativo según la Comisión Independiente de Control, añadiendo que no existía una estructura de líderes capaz de organizar de nuevo la lucha armada.